# Ayotlán
Ayotlán là một đô thị thuộc bang Jalisco, México. Năm 2005, dân số của đô thị này là 35150 người.